# 尚貞王
尚貞王（しょうていおう、1646年1月22日（順治2年12月6日） - 1709年8月18日（康熙48年7月13日））は、琉球王国第二尚氏王統の第11代国王（在位1669年 - 1709年）。第10代国王尚質王の子。
尚貞王のときに蔡鐸（蔡温の父）が中山世譜を編集した。

在世中に御茶屋御殿（首里、崎山）を建造した。

## 家族
- 父 - 尚質王
- 母 - 美里按司加那志
- 妃 - 奥間按司加那志（号・月心。父は佐久真殿内二世宜野湾親方正信）
- 継妃 - 真壁按司加那志（号・慈恩。父は方氏六世立津親方全敦）
- 妻 - 武富阿護母志良礼（号・仙岳。父は馬氏三世牧港親雲上厚宗）
- 子女
  - 長男 - 尚純、中城王子（母は妃。尚益王の父）
  - 次男 - 尚経、豊見城王子朝良（母は妃。豊見城御殿元祖）
  - 三男 - 尚綱、小禄王子朝奇（母は慈恩。具志頭御殿元祖）
  - 四男 - 尚紀、美里王子朝禎（母は慈恩。大宜見御殿元祖）
  - 長女 - 松堂翁主（母は慈恩。向氏嘉味田殿内六世小津波按司朝恒に嫁ぐ）
  - 次女 - 思真鶴金翁主（母は慈恩。享年10）
  - 三女 - 内間翁主（母は慈恩。羽地御殿八世羽地按司朝維に嫁ぐ）
  - 四女 - 識名翁主（母は慈恩。国頭御殿九世国頭按司正長に嫁ぐ）
  - 五女 - 安室翁主（母は慈恩。金武御殿六世金武王子朝祐に嫁ぐ）